# Doi tineri din Verona
Doi gentleni din Verona sau Doi tineri din Verona sau Cei doi tineri din Verona (titlul original în limba engleză, The Two Gentlemen of Verona) este o piesă scrisă de dramaturgul englez William Shakespeare.
Fiind una din comediile scrise de Marele Wil la începutul carierei sale, este considerată de către majoritatea criticilor literari ca inferioară calitativ comparativ cu alte comedii. Este jucată relativ rar în zilele de azi, mai ales că cele mai bune momente ale piesei sunt considerate cele în care apar servitorul Launce și câinele acestuia Crab și nu personajele principale. 

## Teatru radiofonic
1953 - Adaptarea radiofonică de Mihnea Gheorghiu, regia artistică George Teodorescu, regia de studio Ion Vova, regia muzicală Paul Urmuzescu, regia tehnică Lucian Ionescu. În rolurile principale au jucat actorii: Ion Manolescu, Gheorghe Ionescu Gion, Marcel Gingulescu, Ion Lucian, Radu Beligan, Ion Vova, Victor Antonescu, Corina Constantinescu, Aurelia Sorescu, Nineta Gusti, Matei Gheorghiu, Constantin Codrescu, Mircea Anghelescu, Dinu Ianculescu.